# Лазарев, Алексей Игоревич
Алексе́й И́горевич Ла́зарев — российский художник-монументалист, архитектор, книжный график.

## Биография
Алексей Лазарев родился в Киеве.
Окончил Московское высшее художественно-промышленное училище (бывшее Строгановское).
Работы Лазарева публиковались в журналах «Черновик», «ФутурумАрт». Как книжный график оформил несколько книг Наталии Азаровой: «Телесное-Лесное», «57577», «Цветы и Птицы».

## Участие в творческих и общественных организациях
- Член Московского Союза художников (секция художников монументально-декоративного искусства)[2][3]

## Награды и премии
- Международная отметина имени отца русского футуризма Давида Бурлюка[4]